# ميخائيل هاكيت
ميخائيل هاكيت (11 مايو 1960 في الولايات المتحدة - ) (بالإنجليزية: Michael Hackett)‏ هو لاعب كرة سلة أمريكي في مركز الوسط. لعب مع بارانجي جينبرا سان ميغيل.